# Structures à grande échelle de l'Univers

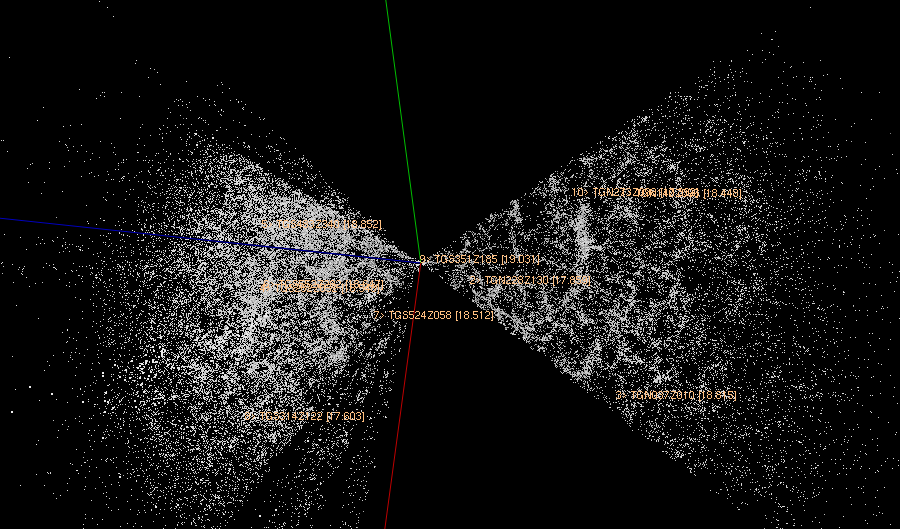
Extension du relevé 2dF Galaxy Redshift Survey.

En astrophysique et en cosmologie, le terme de structures à grandes échelles de l'Univers se réfère aux caractéristiques de la distribution de matière et de lumière dans l'univers observable sur de très grandes échelles (généralement de l'ordre du milliard d'années-lumière). L'observation du décalage vers le rouge et la cartographie de l'espace à diverses longueurs d'onde du spectre électromagnétique (en particulier la raie à 21 centimètres, qui permet de repérer l'hydrogène) ont apporté beaucoup d'informations sur le contenu et le caractère des structures de l'Univers. L'organisation de ces structures semble  suivre un modèle hiérarchique, présentant à la fois des superamas et des filaments. À des échelles encore plus grandes, il semblerait qu'il y ait une zone où la matière est distribuée de façon homogène. Cette zone a été nommée la « Fin de l'immensité » (« End of Greatness », en anglais).

## Organisation
L'organisation de la structure commence probablement au niveau stellaire, bien que la plupart des cosmologistes étudient rarement l'astrophysique à cette échelle. Les étoiles sont organisées dans des galaxies, elles-mêmes rassemblées en amas, puis en superamas séparés par d'immenses vides. Avant 1989, il était communément admis que les amas de galaxies virielisées étaient les plus grandes structures qui pouvaient exister, et que ceux-ci étaient à peu près uniformément distribués dans toutes les directions à travers l'Univers. Cependant, grâce à une observation du décalage vers le rouge, Margaret Geller et John Huchra ont découvert en 1989 le « Grand Mur », une feuille de galaxies longue de plus de 500 millions d'années-lumière et large de 200 millions, mais épaisse seulement de 15 millions. Si l'existence de ce mur nous a échappé si longtemps, c'est parce qu'elle nécessitait une localisation des galaxies en trois dimensions. Celle-ci consiste à regrouper les informations sur l'emplacement des galaxies avec les données obtenues grâce à la mesure du décalage vers le rouge, qui permettent de déterminer la distance d'un objet. En avril 2003, une nouvelle grande structure était découverte, le Grand Mur de Sloan. Cependant, il ne s'agit pas d'une structure à proprement parler, puisque les objets ne sont pas liés gravitationnellement, comme ils semblent l'être à cause des mesures de distances. Un des plus grands vides est le vide du Capricorne, avec un diamètre estimé à 230 millions d'années-lumière. En août 2007, un possible vide fut détecté dans la constellation de l'Éridan. Celui-ci coïnciderait avec le point froid enregistré par WMAP, une région froide en micro-ondes étant hautement improbable selon les modèles cosmologiques actuels. Ce supervide a pu causer ce point froid, mais pour cela, il devrait avoir un diamètre étonnamment grand, de l'ordre d'un milliard d'années-lumière.
Des études plus récentes montrent l'Univers comme une collection de vides géants en forme de bulles, séparés par des feuilles et des filaments galactiques, et où les superamas ne sont que des nœuds occasionnels très denses. Ce réseau est nettement visible sur le 2dF Galaxy Redshift Survey.

## Fin de l'immensité

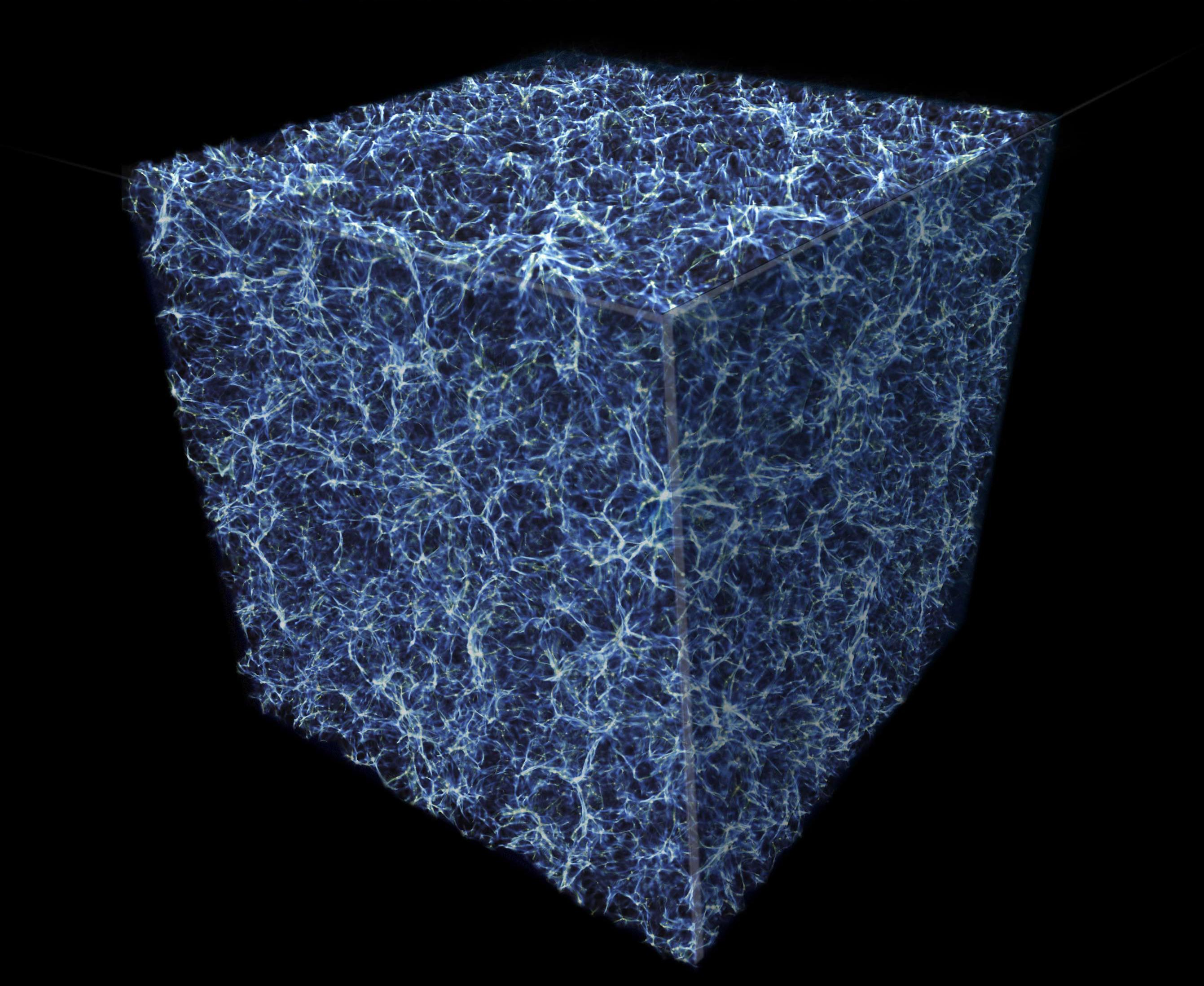
Représentation des filaments cosmiques (vue d'artiste).

La « Fin de l'immensité » (« End of Greatness », en anglais) est une échelle d'observation d'environ 300 millions d'années-lumière, où l'aspérité vue dans les grandes structures de l'Univers est homogénéisée et isotrope, comme le disent les principes cosmologiques. Les superamas et les filaments observés dans les cartographies plus petites seraient donc aléatoires dans la mesure où la distribution de matière dans l'Univers est apparemment homogène. Il fallut attendre les observations du décalage vers le rouge des années 1990 pour pouvoir observer cette échelle avec précision.

## Observations

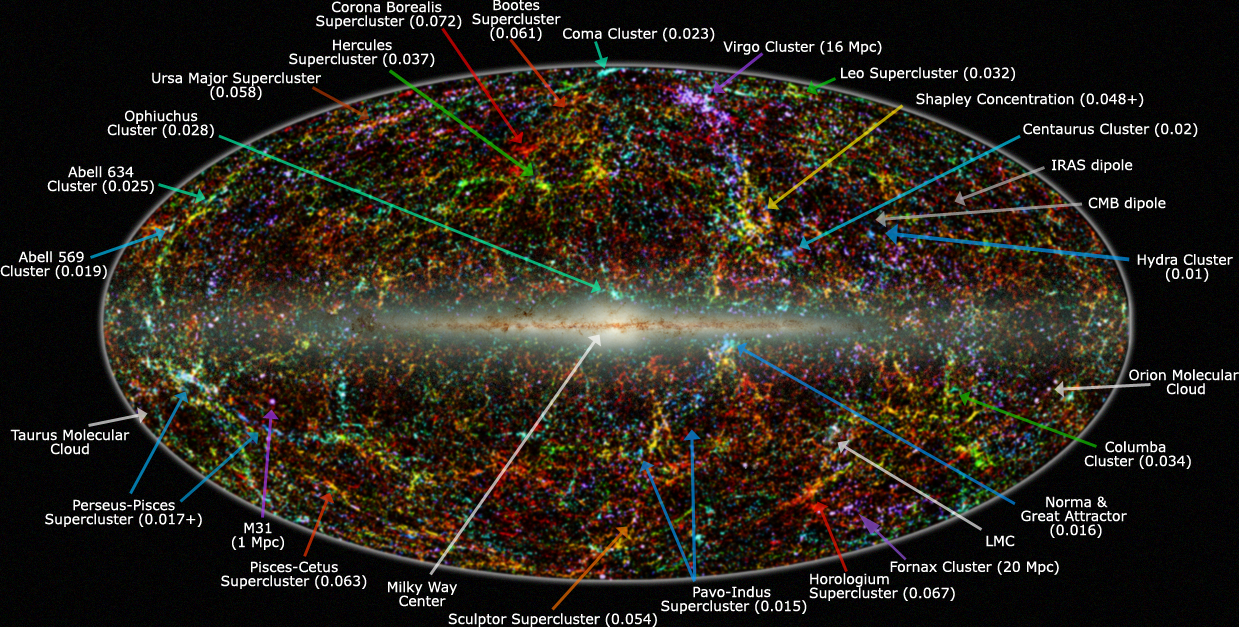
Vue panoramique de la sphère céleste entière en proche-infrarouge révélant les galaxies au-delà de la Voie lactée. L'image est dérivée du 2MASS Extended Source Catalog (XSC) et du Point Source Catalog (PSC).
Le bleu représente les sources les plus proches (z < 0,01) ; le vert, les distance moyennes (0,01 < z < 0,04) ; et le rouge, les objets les plus éloignés que 2MASS a pu détecter (0,04 < z < 0,1).
Cette carte est projetée selon la projection d'Aïtoff dans le système de coordonnées galactiques.

Un autre indicateur de la structure à grande échelle est la forêt Lyman-α. Cette dernière est une collection de raies d'absorption apparaissant dans les lignes spectrales de la lumière des quasars, qui est interprétée comme un indicateur de l'existence d'immenses feuilles de gaz (principalement de l'hydrogène) intergalactique. Ces feuilles semblent être associées à la formation de nouvelles galaxies.
Quelques précautions sont à prendre lorsque l'on tente de décrire l'Univers à une telle échelle, car les choses ne sont pas toujours telles qu'elles semblent l'être. En effet, des phénomènes tels que les lentilles gravitationnelles peuvent produire des sortes de mirages dans lesquels des objets occupent une place différente de celle qu'ils occupent réellement. Cela se produit lorsqu'une grande quantité de matière dense (comme des galaxies) courbe l'espace-temps environnant (comme le prédisait la relativité générale), ce qui dévie la trajectoire des rayons lumineux provenant d'objets plus lointains. Une puissante lentille gravitationnelle peut parfois grossir des galaxies distantes, les rendant ainsi plus faciles à détecter, ce qui peut être assez utile. En revanche, le cisaillement gravitationnel, effet plus faible faisant intervenir l'Univers en général, change subtilement l'image que l'on a des grandes structures.
L'Univers vu à grande échelle semble également différent si on n'utilise que l'information du décalage vers le rouge pour mesurer la distance. Par exemple, les galaxies situées derrière un amas seront attirées par lui, leur lumière subira donc un léger décalage vers le bleu, ou un décalage vers le rouge si elles sont situées devant (par rapport au spectre qu'elles émettraient sans la présence de cet amas).
Par conséquent, l'environnement de l'amas paraitra un peu plus écrasé qu'il ne l'est au vu des mesures de distance grâce au redshift. L'effet inverse se produit au sein même d'un amas : les galaxies ont en effet un mouvement plus ou moins aléatoire autour de l'amas, et lorsque ces mouvements sont convertis en redshifts, l'amas paraitra allongé. Cela crée une image appelée le doigt de Dieu : l'illusion d'une longue chaine de galaxies pointée vers la Terre.